# Choo Choo Ch'Boogie
A Choo Choo Ch'Boogie című népszerű örökzöld hanglemezen 1946-ban jelent meg. Szerzői Vaughn Horton, Denver Darling, Milt Gabler voltak.
A dalt a Louis Jordan & His Tympany Five adta elő, és a Decca Records adta ki. A szám 18 hétig volt az R&B listák élén. A lemez Louis Jordan egyik legnagyobb slágere volt. Többek között Ella Fitzgeralddal duettként is előadta.

## Híres előadói
- Asleep at the Wheel
- B.B. King
- Bill Haley and His Comets
- Chilli Willi and the Red Hot Peppers
- Ciro Fogliatta
- Clarence 'Gatemouth' Brown
- Clifton Chenier
- Foghat
- Indigo Swing
- Joe Jackson
- John Denver
- The Manhattan Transfer
- The Fouryo's
- Mike Smith
- Tim Timebomb